# Hannah Montana 2: Non-Stop Dance Party
Hannah Montana 2: Non-Stop Dance Party es el primer álbum de remix para la serie de televisión Hannah Montana, lanzado el 29 de enero de 2008 por Walt Disney Records. Incluye versiones remezcladas de canciones previamente incluidas en su segunda banda sonora, Hannah Montana 2 (2007). Los once temas son interpretados por la actriz principal Miley Cyrus, que están acreditados a su personaje Hannah Montana.
Este CD incluye un tema adicional llamado «Chris Cox Megamix» (un remix creado por el DJ Chris Cox), videos de presentaciones en vivo del concierto de Hannah Montana en Londres («Nobody's Perfect» y «Life's What You Make It»), una presentación de fotos, e invitaciones a fiestas para imprimir con la imagen de Hannah Montana. La edición de Wal-Mart contiene una pista adicional exclusiva, un remix de la canción «This Is the Life».
La página oficial de Walt Disney Records creó el juego Hannah Montana: Make-a-Mix para promover el CD de fiesta bailable. El álbum vendió 40.000 copias en su primera semana de estreno. El álbum se lanzó solo en los Estados Unidos.
Todas las canciones fueron remezcladas y producidas por Chris Cox, excepto la remezcla del bonus track exclusivo de Walmart de «This Is the Life» que fue remezclada y producida por Marco Marinangeli.

## Lista de canciones
- Edición estándar

| Hannah Montana 2: Non-Stop Dance Party |                                                |          |  |
| N.º                                    | Título                                         | Duración |  |
| 1.                                     | «One in a Million» (remix de Chris Cox)        | 9:05     |  |
| 2.                                     | «True Friend» (remix de Chris Cox)             | 8:53     |  |
| 3.                                     | «Old Blue Jeans» (remix de Chris Cox)          | 9:24     |  |
| 4.                                     | «Make Some Noise» (remix de Chris Cox)         | 9:43     |  |
| 5.                                     | «Nobody's Perfect» (remix de Chris Cox)        | 7:53     |  |
| 6.                                     | «Rock Star» (remix de Chris Cox)               | 9:02     |  |
| 7.                                     | «Life's What You Make It» (remix de Chris Cox) | 8:34     |  |
| 8.                                     | «We Got The Party» (remix de Chris Cox)        | 8:22     |  |
| 9.                                     | «You and me Together» (remix de Chris Cox)     | 9:42     |  |
| 10.                                    | «Bigger Than Us» (remix de Chris Cox)          | 9:17     |  |
| 11.                                    | «Chris Cox Megamix»                            | 11:03    |  |
| 100:58                                 |                                                |          |  |

| Bonus track exclusivo para Wal-Mart |                                                 |          |  |
| N.º                                 | Título                                          | Duración |  |
| 12.                                 | «This is the Life» (remix de Marco Marinangeli) | 8:25     |  |
| 109:23                              |                                                 |          |  |

| DVD  |                                                   |          |  |
| N.º  | Título                                            | Duración |  |
| 1.   | «Nobody's Perfect» (En vivo desde Londres)        | 3:20     |  |
| 2.   | «Life's What You Make It» (En vivo desde Londres) | 3:11     |  |
| 3.   | «Photo Slideshow»                                 | 1:57     |  |
| 8:28 |                                                   |          |  |

## Listas de popularidad

### Semanales
| País (Lista 2008)                        | Mejor posición | Ref   |
| ---------------------------------------- | -------------- | ----- |
| Estados Unidos (Billboard 200)           | 7              | [ 7 ] |
| Estados Unidos (Dance/Electronic Albums) | 1              | [ 7 ] |
| Estados Unidos (Top Kid Audio)           | 1              | [ 7 ] |

### Anuales
| País (Lista 2008)                        | Mejor posición | Ref   |
| ---------------------------------------- | -------------- | ----- |
| Estados Unidos (Dance/Electronic Albums) | 3              | [ 8 ] |
| Estados Unidos (Kid Albums)              | 9              | [ 9 ] |

## Certificaciones
| País   | Organismo certificador | Certificación | Ventas certificadas | Ref.   |
| Brasil | Pro-Música Brasil      | Oro           | 30 000              | [ 10 ] |